# Christophe Gand
Christophe Gand est un metteur en scène et réalisateur français. Il est représenté par Olivier Loiseau (Agence AARTIS).

## Biographie
Christophe Gand étudie le cinéma à l’Université Paris I où il obtient une Licence de cinéma, ainsi qu'au Conservatoire Libre du Cinéma Français (formation d'assistant réalisateur). Après avoir réalisé des courts-métrages et des clips, il développe des projets de théâtre. Ses mises en scène sont jouées dans des théâtres parisiens (Théâtre de la Madeleine, Théâtre du Gymnase, Théâtre des Mathurins, Théâtre Poche-Montparnasse, Théâtre du Lucernaire, Théâtre 14), au festival off d'Avignon et en tournée.
Il est également directeur artistique de la compagnie Parfum de scènes.

## Metteur en scène
- 2010 : La Dernière Bande de Samuel Beckett, avec Jacques Boudet, au Festival off d'Avignon[2]
- 2013 : Le Monte-plats de Harold Pinter, avec Jacques Boudet et Maxime Lombard, au Festival off d'Avignon et au Théâtre de Poche-Montparnasse
- 2017 : Trahisons de Harold Pinter, avec Gaëlle Billaut-Danno, François Feroleto, Yannick Laurent et Vincent Arfa, au festival off d'Avignon et au Théâtre du Lucernaire
- 2018 : Mon ami la Fontaine de Philippe Murgier, avec Philippe Murgier, Jean-Louis Charbonnier et Jean-Jacques Cordival, au Théâtre 14
- 2019 : En ce temps-là, l'amour... de Gilles Segal, avec David Brécourt, au Festival off d'Avignon, au Théâtre des Mathurins, Théâtre du Gymnase, et au Théâtre de la Madeleine
- 2023 : Pannonica, baronne du jazz de Olivia Elkaim, avec Natacha Régnier et Raphaël Sanchez, au Festival off d'Avignon[3]

## Filmographie
Courts-métrages : 
- 2009 : Un pied dans la chambre, avec Nicole Gueden
- 2010 : Peintre en résidence, avec Gilles Segal
- 2012 : La monnaie s'il vous plaît, avec François Feroleto et Jacques Boudet
- 2017 : Un regard dans la nuit, avec François Feroleto, Hervé Pierre, Catherine Hosmalin et Yannick Laurent. diffusion Ciné +, TV5 Monde

Clips :
- 2011 : Piangerò, avec Fabienne Conrad
- 2013 : Je t'aimais bien, Martine Mallory
- 2014 : Stardust, Sunayuk
- 2015 : Lentement elle, Iltika
- 2022 : La danse, Sebastien Legoff

Performances vidéos : 
- 2010 : Présence 1, collectif Guenin/Kej
- 2011 : Présence 2, collectif Guenin/Kej
- 2011 : L'oiseau tonnerre, collectif Guenin/Kej. Diffusion Paris Première, selectionné au Salon d'Art contemporain de Viry Chatillon.

## Prix et récompenses
- 2017 : Un regard dans la nuit, Prix du Meilleur film au Virgin Spring Cinefest, au Cult Critic Movie Awards et au Calcutta International Film Festival (Inde), au Puerto Madero International Film (Argentine), et au Cinéma Grand Prix (Indonésie)[4].
- 2019 : En ce temps-là, l'amour..., Prix de la presse du «Meilleur spectacle» au festival Off d'Avignon 2021[5].